# دانشگاه مارس هیل
دانشگاه مارس هیل (انگلیسی: Mars Hill University) یک دانشگاه خصوصی مسیحی در مارس هیل، کارولینای شمالی است. این دانشگاه ۳۵ رشته در مقطع کارشناسی ارائه می‌دهد و شامل دانشکده پرستاری و دانشکده‌های تحصیلات تکمیلی در آموزش، عدالت کیفری و مدیریت است. از سال ۱۸۵۹ تا ۲۰۱۳ این مدرسه کالج مارس هیل نام داشت. در اوت ۲۰۱۳ نام خود را رسماً به دانشگاه مارس هیل تغییر داد.
این دانشگاه یکی از اعضای بخش دوم انجمن ملی ورزشی دانشگاهی (NCAA) و همچنین یکی از اعضای کنفرانس آتلانتیک جنوبی است. نماد ورزشی دانشگاه مارس هیل شیر کوهی است. رنگ‌های دانشگاه آبی سلطنتی و طلایی است.